# Seth Axelson

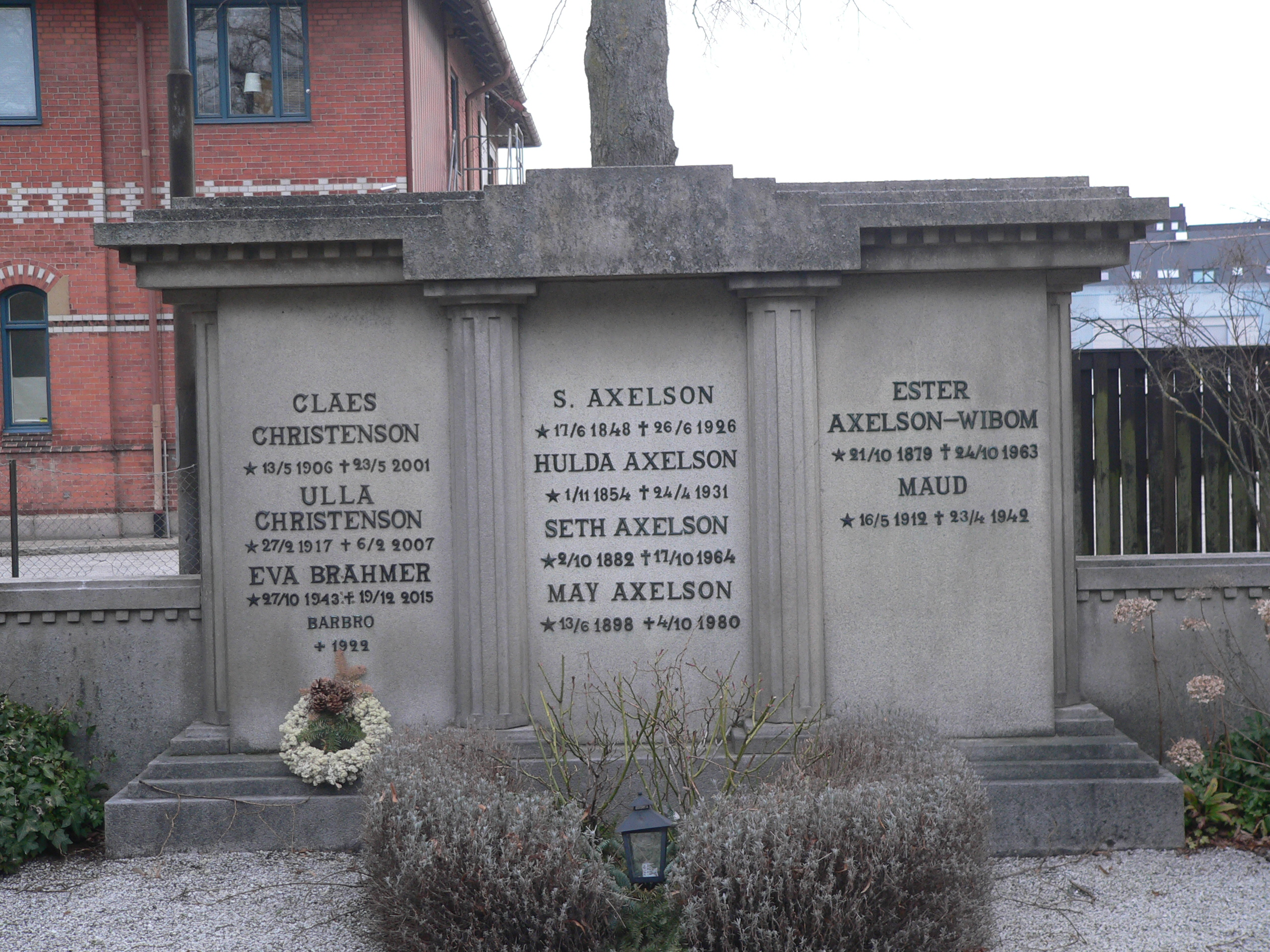
Seth Axelson är begravd i familjegraven på S:t Pauli mellersta kyrkogård.

Seth Severin Axelson, född 2 oktober 1882 i Malmö S:t Petri församling, död 17 oktober 1964 i Raus församling, Helsingborg, var en svensk industriman; son till Severin Axelson.
Axelson vistades i Tyskland och Storbritannien 1894–1900 samt företog resor i Europa, Nordafrika och Mindre Asien. Han var delägare i grosshandelsfirman S. Axelson & Son i Malmö 1900–12 och verkställande direktör för Hultmans choklad- och konfektfabriks nya AB i Malmö 1912–26.
Axelson var styrelseordförande i AB Oljeraffinaderiet Ceres i Malmö och Eneborgs AB i Helsingborg, styrelseledamot i Trelleborgs Nya Ångfartygs AB. Han var bland annat även ordförande i Vemmenhögs högerförening och styrelseledamot i Malmöhus läns högerförbund.
Seth Axelson är begravd på Sankt Pauli mellersta kyrkogård (kvarteret Annelund, gravplats 29) i Malmö.